# Oberreute
Oberreute település Németországban, azon belül Bajorországban. Lakosainak száma 1702 fő (2023. december 31.). Oberreute Stiefenhofen és Weiler-Simmerberg községekkel határos.

## Népesség
A település népessége az elmúlt években az alábbi módon változott:
| Lakosok száma | 905  | 1040 | 1283 | 1641 | 1625 | 1606 | 1628 | 1648 | 1691 | 1702 |
|               | 1875 | 1970 | 1987 | 2010 | 2012 | 2014 | 2016 | 2017 | 2021 | 2023 |